# Frukost
Frukost, eller morgonmål, är dagens första eller ibland andra måltid. Den intas vanligen på morgonen eller tidiga förmiddagen. Sammansättning och frukostvanor varierar mycket mellan olika kulturer och individer.
En frukost kan bestå av kalla eller varma rätter. I vissa kulturer är det vanligt att äta rester från gårdagens mat till frukost. Frukostvanor i mycket ung ålder följer ofta med upp i åldern.
Frukosten har länge haft rykte om sig att vara dagens viktigaste måltid och uppfattningar förekommer om att det på olika sätt är hälsovådligt att hoppa över den. Det är inte helt sant. Moderna studier styrker inte att den som hoppar över frukosten går upp i vikt, drabbas av dålig ämnesomsättning eller i högre grad småäter under dagen. Det är i själva verket mer individuellt. Barn och unga växer och behöver extra mycket näring, vilket gör frukosten särskilt viktig för just den gruppen. Studier under 2000-talet indikerar att unga som äter frukost i skolan blir lugnare och har lättare för att koncentrera sig. En omfattande brittisk studie 2015 visade även att unga som åt frukost fick bättre betyg än unga som inte åt det.

## Frukost i världen

### Danmark
En typisk dansk frukost som kallas morgenmad (morgonmat) består av rågbrödskivor med pålägg som hårdost och i vissa fall skinka, salami eller leverpastej. Ett alternativ är exempelvis yoghurt och frukostflingor. Det förekommer även vitt bröd i form av småfranska med pålägg som ost eller sylt/marmelad. Vanliga drycker är kaffe och te. På helgerna och vid festliga tillfällen kan frukosten även innehålla wienerbröd, choklad och spritdrycker som bitter och Gammel Dansk.

### Finland
I Finland består frukosten vanligen av varm dryck som kaffe eller te och smörgåsar med pålägg som ost, charkpålägg och grönsaker, däremot sällan söta pålägg. Andra drycker är juice och mjölk. Grovt rågbröd är vanligt i Finland. Syrade mjölkprodukter som filmjölk och yoghurt serveras till frukost, ofta med flingor eller müsli. Gryngröt med en klick smör ovanpå förekommer också. Måltiden kan kompletteras med frukt och bär. Något som internationellt sett förknippas med finländsk frukost är karelska piroger som fylls med äggsmör.

### Frankrike och Belgien

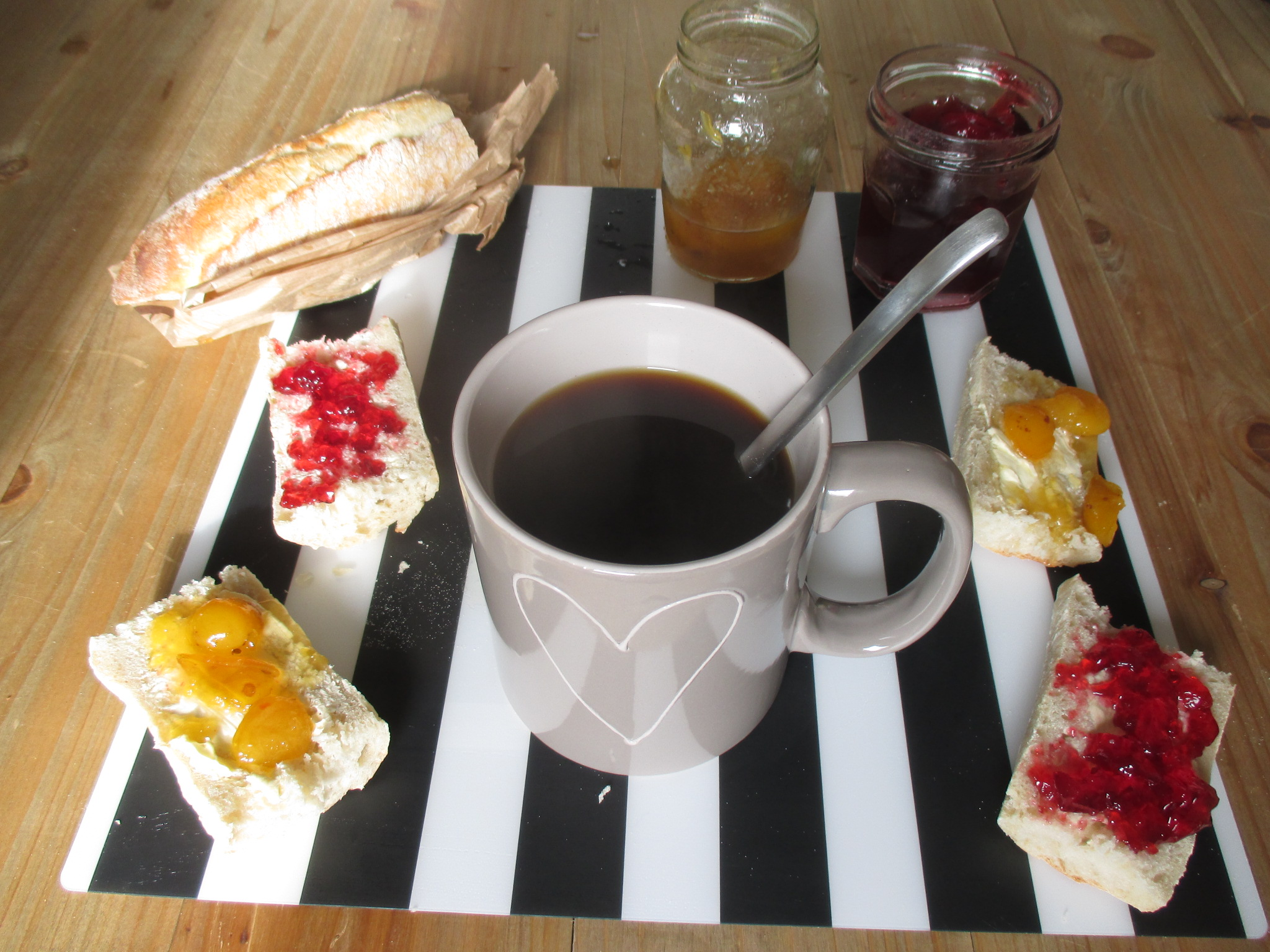
En traditionell frukost i Frankrike.

I Frankrike och Belgien är det vanligt att man dricker starkt kaffe eller varm choklad och äter en skuren baguette med smör och söta pålägg som sylt och bredbar choklad. Brioche eller en croissant förekommer också, men främst på helgerna eller vid festliga tillfällen. Det är även vanligt med apelsin- eller grapejuice. Typiskt för en traditionell frukost är att den är enkel. Detta sägs bero på att man i dessa länder traditionellt prioriterat lunchen som dagens huvudmåltid, en måltid som kunde bestå av flera rätter. På senare tid har det blivit vanligt med andra frukosträtter som yoghurt, fruktkompott och fromage blanc.

### Japan

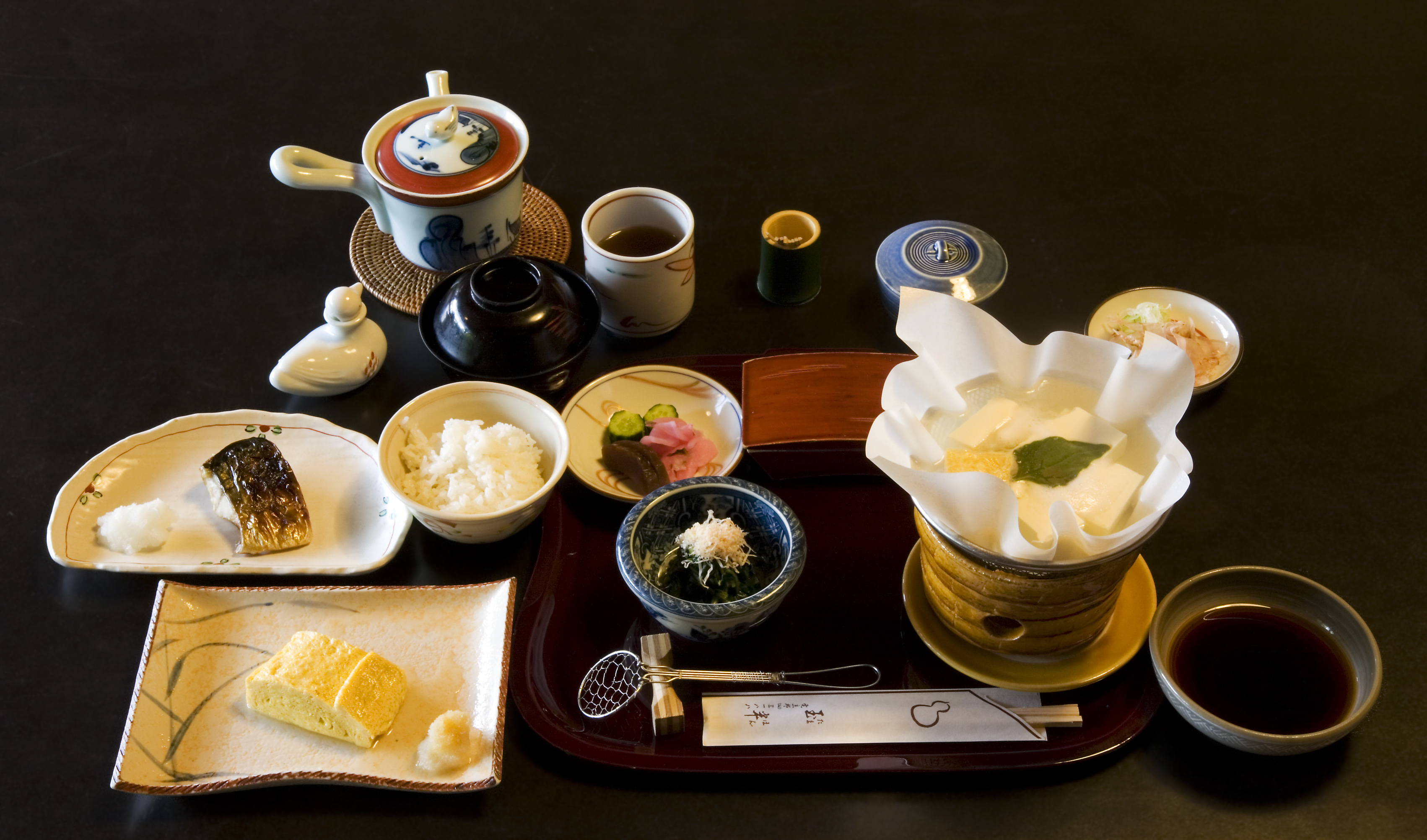
Traditionell japansk frukost i Kyoto med stekt makrill, japansk omelett, ris, tofu med fiskflingor kallade katsuobushi, med sojasås, gurka och grönt te. Misosoppa serveras i en liten svart skål bredvid.

Japansk frukost äts på traditionellt sätt eller på det västerländska sättet. Traditionell japansk frukost görs på kokt vitt ris, fisk, misosoppa, nori (torkat rostat sjögräs) och grönt te.

### Storbritannien och Irland
I Storbritannien och Irland är det vanligt att man äter en kraftig frukost, ofta bestående av en tallrik corn flakes med mjölk åtföljd av varm mat. Särskilt i Skottland är mjölk och flingor ofta ersatt med havregrynsgröt. Bland annat kan som varmrätt serveras ägg, bacon, korv, stekta champinjoner, tomater, vita bönor och blodkorv (black pudding). Frukosten kan avslutas med rostat bröd med marmelad. Genomgående dricks te, kaffe eller fruktjuice.

### Sverige

Frukost under stora björken av Carl Larsson (1896).

I Sverige innehåller en frukost vanligen någon form av varm dryck, såsom kaffe eller te, eller en kall, som mjölk eller juice, med smörgås och pålägg som ost, charkprodukter, tubpålägg och marmelad. Pålägg som brukar uppfattas som typiskt svenska eller skandinaviska är smörgåskaviar och messmör. Vanliga frukostbröd är brödlimpa, småfranska, rostat bröd och knäckebröd. Någon sorts mat som man äter med sked ur en skål eller tallrik, som gröt med mjölk, filmjölk eller yoghurt förekommer ofta. Till de senare blandas vanligen någon sorts flingor eller müsli. Frukosten kan även innehålla kokt ägg i äggkopp och färsk frukt.

### Tyskland och Österrike
En typisk tysk frukost består av brödskivor eller småfranska med smör och olika pålägg som sylt, ost och kallskuret, kokt ägg och kaffe eller te. Flingfrukost har blivit vanligt på senare tid och variationen är stor. Yoghurt, granola och frukt kan förekomma. Lokalt i bland annat Tyskland finns en tradition av att servera dubbla frukostar. Den andra frukosten äger rum mellan den första och lunchen.

### Ungern
Ungrare äter oftast en ordentlig frukost, som består av en skiva färskt eller rostat bröd med smör på. Som pålägg används hårdost eller olika mjukostar, skinka, leverpastej, rökt sidfläsk, kotunga, mortadella, sylta, olika inhemska korvar som salami, leverkorv, blodkorv, kabanoss, 'gyulai', 'csabai' eller ölkorv.  Till frukosten hör även omelett och ägg: stekt, lös- eller hårdkokt, samt färska grönsaker. Grönsaker ingår nästan obligatoriskt i alla måltider, även i frukosten, då som tilltugg eller pålägg. Färska grönsaker, till exempel tomat, paprika, rädisor, gurka, grönsallad eller salladslök serveras. 
De som har bråttom tar ett glas mjölk, te eller kaffe med något bakverk till, som en bulle eller en strudel. Barn kan äta risgryns- eller mannagrynsgröt, toppad med kakaopulver och socker till frukost. Varma drycker föredras: mjölk, te, kaffe eller choklad; barn får kaffe med mjölk, det vill säga en kopp mjölk med några matskedar kaffe i.

### USA och Kanada
I USA och Kanada är frukosten ofta rejäl. Det är vanligt med flingor, ägg, kött (exempelvis bacon och korvar) och "quick breads". Quick breads är ett samlingsnamn för bakverk eller maträtter gjorda på deg eller smet och som inte innehåller jäst som jäsmedel och därmed ofta går snabbare att tillreda. Några exempel som förekommer till frukost är amerikanska pannkakor, som serveras med lönnsirap, och biscuit. Biscuit är ett mjukt bröd som påminner om scones. Brödet som serveras till frukost är ofta vitt och nybakat eller rostat, exempelvis delad bagel med smör, cream cheese eller andra pålägg. Vanliga frukostdrycker är kaffe bland vuxna, frukt- eller grönsaksjuice och naturell eller smaksatt mjölk. Särskilt i Kanada är det vanligt med te. I sydöstra USA är det populärt med exempelvis grits, en majsgröt.

## Etymologi
På svenska har frukost tidigare varit det generella ordet för den måltid man äter på förmiddagen eller mitt på dagen. Av äldre generationer användes ordet frukost i den här meningen åtminstone fram emot slutet av 1900-talet.[källa behövs] På danska lever ordet kvar i den betydelsen: frokost motsvarar svenska ’lunch’, och morgenmad är frukost. Även många finlandssvenskar använder ordet frukost i den betydelsen.
Ordet frukost (frokoster) användes redan i fornsvenskan. Det kommer ursprungligen från det lågtyska vrokost (av vro, ’tidig’, och kost, ’måltid’). Det har från början avsett en måltid tidigt på dagen, men normalt handlade det inte om morgonens första mål utan om den måltid man åt efter ett första arbetspass, ofta vid 8–9-tiden. I takt med de ändrade arbetstiderna och måltidsvanorna sköts den sedan framåt. I dagens svenska har sedan frukosten återgått mer eller mindre till sin gamla tid på morgonen. En senare frukost brukar kallas brunch, och kan ses som ett mellanting mellan frukost och lunch.